# Маркуш Лопіш
Маркуш Паулу Мескіта «Роні» Лопіш (порт. Marcos Paulo Mesquita "Rony" Lopes, нар. 28 грудня 1995, Белен, Бразилія) — португальський футболіст, півзахисник, нападник національної збірної Португалії та іспанського клубу «Севілья», який на правах оренди виступає за французький «Труа».
Чемпіон Англії. Володар Кубка Футбольної ліги.

## Клубна кар'єра
Вихованець юнацьких команд футбольних клубів «Бенфіка» та «Манчестер Сіті».
У дорослому футболі дебютував 2012 року виступами за команду клубу «Манчестер Сіті», в якій провів два сезони, за які, однак, у чемпіонаті не дебютував.
У сезоні 2014—2015 на правах оренди виступав за «Лілль». 2015 року підписав повноцінний контракт з монегаським клубом «Монако», однак наступний сезон провів в оренді в «Ліллі».
До складу клубу «Монако» повернувся 2017 року. За два роки провів за команду з Монако 63 матчі в національному чемпіонаті. У сезоні 2017—2018 відзначився високою результативністю: 15 голів у 38 матчах чемпіонату.
14 серпня 2019 перейшов до «Севільї» за 25 мільйонів євро.
29 липня 2020, приєднався до складу «Ніцци» на правах оренди.

## Виступи за збірні
2010 року дебютував у складі юнацької збірної Португалії, взяв участь у 46 іграх на юнацькому рівні, відзначившись 19 забитими голами.
Протягом 2015—2017 років залучався до складу молодіжної збірної Португалії. На молодіжному рівні зіграв у 18 офіційних матчах, забив 1 гол.
2017 року дебютував в офіційних матчах у складі національної збірної Португалії.

## Статистика виступів

### Статистика клубних виступів
| Сезон                      | Команда                    | Чемпіонат                  | Чемпіонат | Чемпіонат | Національний кубок | Національний кубок | Національний кубок | Континентальні кубки | Континентальні кубки | Континентальні кубки | Інші змагання | Інші змагання | Інші змагання | Усього | Усього |
| Сезон                      | Команда                    | Ліга                       | Ігор      | Голів     | Ліга               | Ігор               | Голів              | Ліга                 | Ігор                 | Голів                | Ліга          | Ігор          | Голів         | Ігор   | Голів  |
| -------------------------- | -------------------------- | -------------------------- | --------- | --------- | ------------------ | ------------------ | ------------------ | -------------------- | -------------------- | -------------------- | ------------- | ------------- | ------------- | ------ | ------ |
| 2012–13                    | «Манчестер Сіті»           | ПЛ                         | 0         | 0         | КА+КЛ              | 1+0                | 1                  | ЛЧ                   | 0                    | 0                    | СК            | 0             | 0             | 1      | 1      |
| 2013–14                    | «Манчестер Сіті»           | ПЛ                         | 0         | 0         | КА+КЛ              | 1+3                | 0                  | ЛЧ                   | 0                    | 0                    | -             | -             | -             | 4      | 0      |
| Усього за «Манчестер Сіті» | Усього за «Манчестер Сіті» | Усього за «Манчестер Сіті» | 0         | 0         |                    | 5                  | 1                  |                      | 0                    | 0                    |               | 0             | 0             | 5      | 1      |
| 2014–15                    | «Лілль»                    | Л1                         | 23        | 3         | КФ+КЛ              | 0+1                | 0                  | ЛЧ+ЛЄ                | 2+1                  | 0                    | -             | -             | -             | 27     | 3      |
| 2015-січ. 2016             | «Монако»                   | Л1                         | 2         | 0         | КФ+КЛ              | 0                  | 0                  | ЛЧ+ЛЄ                | 0                    | 0                    | -             | -             | -             | 2      | 0      |
| січ.-лип. 2016             | «Лілль»                    | Л1                         | 12        | 2         | КФ+КЛ              | 1+3                | 1+0                | -                    | -                    | -                    | -             | -             | -             | 16     | 3      |
| 2016–17                    | «Лілль»                    | Л1                         | 25        | 4         | КФ+КЛ              | 2+0                | 2+0                | ЛЄ                   | 2                    | 0                    | -             | -             | -             | 29     | 6      |
| Усього за «Лілль»          | Усього за «Лілль»          | Усього за «Лілль»          | 60        | 9         |                    | 7                  | 3                  |                      | 5                    | 0                    |               | 0             | 0             | 72     | 12     |
| 2017–18                    | «Монако»                   | Л1                         | 38        | 15        | КФ+КЛ              | 2+4                | 1+0                | ЛЧ                   | 5                    | 1                    | СФ            | 1             | 0             | 50     | 17     |
| 2018–19                    | «Монако»                   | Л1                         | 24        | 2         | КФ+КЛ              | 2+2                | 0+2                | ЛЧ                   | 0                    | 0                    | СФ            | 1             | 0             | 29     | 4      |
| Усього за «Монако»         | Усього за «Монако»         | Усього за «Монако»         | 65        | 17        |                    | 10                 | 3                  |                      | 5                    | 1                    |               | 2             | 0             | 82     | 21     |
| Усього за кар'єру          | Усього за кар'єру          | Усього за кар'єру          | 125       | 19        |                    | 22                 | 7                  |                      | 10                   | 1                    |               | 2             | 0             | 159    | 34     |

### Статистика виступів за збірну
| Дата       | Місто   | Господарі  | Результат | Гості    | Турнір           | Голи | Примітки |
| ---------- | ------- | ---------- | --------- | -------- | ---------------- | ---- | -------- |
| 14-11-2017 | Фару    | Португалія | 1 – 1     | США      | товариський матч | -    | 81'      |
| 6-9-2018   | Лісабон | Португалія | 1 – 1     | Хорватія | товариський матч | -    | 68'      |
| Усього     |         | Матчів     | 2         |          | Голів            | 0    |          |

## Титули і досягнення
- Чемпіон Англії (1):

«Манчестер Сіті»: 2013-14
- Володар Кубка англійської ліги (1):

«Манчестер Сіті»: 2013-14
- Чемпіон Греції (1):

«Олімпіакос»: 2021-22
- Володар Кубка португальської ліги (1):

«Брага»: 2023-24